# Charlie Brown (Benito di Paula)
Charlie Brown is een samba-single uit 1974 van de Braziliaanse zanger Benito di Paula, die het componeerde en de teksten schreef. Het werd een grote hit en een kenmerkend nummer voor Di Paula. In 1975 bracht hij het nummer "Charlie Brown" uit in het buitenland, dat internationaal zeer succesvol werd, tot het punt dat het werd gecoverd door internationale artiesten in het Portugees, maar ook in hun talen. De titel verwijst naar het personage Charlie Brown uit de gagstrip Peanuts.

## Tekst en betekenis
Het componeren van dit lied duurde vijf jaar, te beginnen in 1969, het jaar waarin Di Paula in een Italiaans pension in Santos woonde, waar hij de andere bewoners Peanuts-gagstrips zag lezen. Toen Di Paula vroeg wat er aan de hand was in de gagstrips, vroeg hij om vertaling van de tekeningen, en daarmee raakte hij betoverd door het personage Charlie Brown en besloot hij een lied over hem te schrijven, waarin hij het fictieve personage uitnodigde naar Brazilië.
De tekst van het lied staat vol verwijzingen naar Brazilië, zijn gevarieerde reliëf en cultuur, en zijn beroemde mensen.
In het tweede couplet van het lied noemt Di Paula zijn medemuzikanten Vinícius de Moraes, Jorge Ben Jor en Luiz Gonzaga, die destijds deel uitmaakten van de Braziliaanse politieke oppositie tegen de heersende Braziliaanse militaire regering, en het voetbalteam van Rio de Janeiro, CR Flamengo, dat de grootste nationale schare fans heeft.
In het vierde couplet verwijst hij naar São Paulo met de bijnaam "Terra da garoa" ("Land van de motregen"). Hij noemt een citaat van de muzikant Caetano Veloso, de staat Bahia, de kunstenaar Carlos Imperial en het vers eindigt met het aanhalen van het Carnaval in Rio de Janeiro, waarbij hij Brazilië in zijn hart idealiseert.

## Uitgave
Het werd voor het eerst opgenomen in 1974 in Estúdio Reunidos in São Paulo door het platenlabel Copacabana, zijnde zijn vierde album voor hetzelfde label en werd uitgebracht op 1 oktober 1974, wat zijn populairste en meest gespeelde nummer werd.
Het nummer werd zeer goed ontvangen in Brazilië en werd in 1975 de grootste hit in de nationale hitlijsten. Kort na de release werd Di Paula uitgenodigd om deel uit te maken van de Braziliaanse delegatie die deelnam aan Midem (Internationale Muziekbeurs) in Cannes, Frankrijk, waar hij drie minuten de tijd kreeg om wat muziek te presenteren, en hij koos voor "Charlie Brown". Het werd ook zeer goed ontvangen door het Europese publiek. Het nummer werd zelfs nog populairder in Europa, nadat het Belgische trio Two Man Sound het in 1976 in het Portugees coverde in een disco-sambaversie.

## Tracklist
7" (Copacabana)
1. "Charlie Brown" – 4:17

7" (Vogue/Carnaby)
1. "Charlie Brown" – 4:17
2. "Beleza que é você mulher" – 4:43

7" (Telefunken)
1. "Charlie Brown" – 4:15
2. "Pare, olhe e viva" – 3:55

7" (Eleven)
1. "Charlie Brown" – 4:17
2. "Na casa de sinha" – 3:35

## Opnamen
- Het nummer werd met name gecoverd door het Belgische trio Two Man Sound, in de originele Portugese versie, maar in een snellere disco-sambastijl in 1976.[5] Het piekte op nummer zeven in Duitsland en piekte op nummer één in België in de hitlijsten in 1976.[6]

### Opnamen in andere talen
| Artiest                 | Album                                          | Details                                                     |
| ----------------------- | ---------------------------------------------- | ----------------------------------------------------------- |
| Ton van Kluyve          | Mijn Hoempapa                                  | - Uitgebracht: 1975 - Nederlandstalige versie - Formaat: 7" |
| Benny                   | Amigo Charly Brown/Wir Sind Nicht Mehr Zu Jung | - Uitgebracht: 1975 - Duitstalige versie - Formaat: 7"      |
| Guy Mardel              | Prends Des Vacances Charlie                    | - Uitgebracht: 1975 - Franstalige versie - Formaat: 7"      |
| Sylvia Vrethammar       | Sylvia                                         | - Uitgebracht: 1976 - Engelstalige versie - Formaat: 7"     |
| Vikingarna              | Kramgoa Låtar 3                                | - Uitgebracht: 1976 - Zweedstalige versie - Formaat: LP     |
| Virve Rosti             | Tuolta Saapuu Charlie Brown                    | - Uitgebracht: 1976 - Finstalige versie - Formaat: 7"       |
| Emmanouil Iordanopoulos | Tzorntanélli                                   | - Uitgebracht: 1976 - Griekstalige versie - Formaat: LP     |
| Pavel Liška             | Gong 3                                         | - Uitgebracht: 1977 - Tsjechischtalige versie - Formaat: LP |
| Trio Express            | Express                                        | - Uitgebracht: 1983 - Roemeenstalige versie - Formaat: LP   |
| Bjørn & Okay            | Hej Med Dig                                    | - Uitgebracht: 1997 - Deenstalige versie - Formaat: LP      |
| Kuldsed Lindid          | Kaua                                           | - Uitgebracht: 2001 - Eststalige versie - Formaat: LP       |